# UCI Africa Tour 2021
L'UCI Africa Tour 2021 è stata la diciassettesima edizione dell'UCI Africa Tour, uno dei cinque circuiti continentali di ciclismo dell'Unione Ciclistica Internazionale. Era composto da undici corse che si sono svolte tra il 18 novembre 2020 ed il 10 ottobre 2021 in Africa.

## Calendario

### Novembre 2020
| Data  | Prova                          | Cat. | Vincitore     | Squadra |
| ----- | ------------------------------ | ---- | ------------- | ------- |
| 18-22 | Grand Prix Chantal Biya (2020) | 2.2  | Moise Mugisha | Ruanda  |

### Gennaio
| Data  | Prova                     | Cat. | Vincitore                             | Squadra                               |
| ----- | ------------------------- | ---- | ------------------------------------- | ------------------------------------- |
| 10-24 | La Tropicale Amissa Bongo | 2.2  | annullata per la Pandemia di COVID-19 | annullata per la Pandemia di COVID-19 |

### Marzo
| Data | Prova       | Cat. | Vincitore                             | Squadra                               |
| ---- | ----------- | ---- | ------------------------------------- | ------------------------------------- |
| 7-11 | Raport Tour | 2.2  | annullata per la Pandemia di COVID-19 | annullata per la Pandemia di COVID-19 |

### Maggio
| Data        | Prova                                             | Cat. | Vincitore                             | Squadra                               |
| ----------- | ------------------------------------------------- | ---- | ------------------------------------- | ------------------------------------- |
| 2-9         | Tour du Rwanda (2021)                             | 2.1  | Cristian Rodríguez                    | Total Direct Énergie                  |
| 27          | Challenge du Prince - Trophée Princier            | 1.2  | annullata per la Pandemia di COVID-19 | annullata per la Pandemia di COVID-19 |
| 29          | Challenge du Prince - Trophée de l'Anniversaire   | 1.2  | annullata per la Pandemia di COVID-19 | annullata per la Pandemia di COVID-19 |
| 29-6 Giugno | Tour du Cameroun (2021)                           | 1.2  | Clovis Kamzong                        | SNH Vélo Club                         |
| 30          | Challenge du Prince - Trophée de la Maison Royale | 1.2  | annullata per la Pandemia di COVID-19 | annullata per la Pandemia di COVID-19 |

### Giugno
| Data  | Prova                                        | Cat. | Vincitore                             | Squadra                               |
| ----- | -------------------------------------------- | ---- | ------------------------------------- | ------------------------------------- |
| 4     | Grand Prix International de la ville d'Alger | 1.2  | annullata per la Pandemia di COVID-19 | annullata per la Pandemia di COVID-19 |
| 5-11  | Tour d'Algérie                               | 2.2  | annullata per la Pandemia di COVID-19 | annullata per la Pandemia di COVID-19 |
| 12-13 | Tour de Malawi                               | 2.2  | annullata per la Pandemia di COVID-19 | annullata per la Pandemia di COVID-19 |

### Luglio
| Data | Prova                                   | Cat. | Vincitore      | Squadra |
| ---- | --------------------------------------- | ---- | -------------- | ------- |
| 2    | Campionati africani - Cronometro (2021) | 1.2  | Azzedine Lagab | Algeria |
| 4    | Campionati africani - In linea (2021)   | 1.2  | Azzedine Lagab | Algeria |

### Ottobre
| Data  | Prova                          | Cat. | Vincitore                             | Squadra                               |
| ----- | ------------------------------ | ---- | ------------------------------------- | ------------------------------------- |
| 6-10  | Grand Prix Chantal Biya (2021) | 2.2  | Lukáš Kubiš                           | Slovacchia                            |
| 15-24 | Tour du Maroc                  | 2.2  | annullata per la Pandemia di COVID-19 | annullata per la Pandemia di COVID-19 |

## Classifiche

### Classifica individuale
La classifica è composta da tutti i corridori del continente che abbiano ottenuto punti nell'UCI World Ranking.
| Pos. | Corridore       | Squadra     | Punti  |
| ---- | --------------- | ----------- | ------ |
| 1    | Biniam Girmay   | Intermarché | 746    |
| 2    | Ryan Gibbons    | UAE         | 730,66 |
| 3    | Kent Main       | ProTouch    | 329,66 |
| 4    | Merhawi Kudus   | Astana      | 293    |
| 5    | Azzedine Lagab  | Bike Aid    | 229    |
| 6    | Nassim Saidi    |             | 228    |
| 7    | Metkel Eyob     | Terengganu  | 218    |
| 8    | Daryl Impey     | Israel      | 206    |
| 9    | Louis Meintjes  | Intermarché | 185    |
| 10   | Youcef Reguigui |             | 178    |

### Classifica a squadre
La classifica viene calcolata sommando i punti della classifica individuale dei migliori 8 ciclisti per squadra.
| Pos. | Squadra                                  | Punti  |
| ---- | ---------------------------------------- | ------ |
| 1    | ProTouch                                 | 459,32 |
| 2    | SKOL Adrien Cycling Team                 | 156,65 |
| 3    | Sidi Ali-Kinetik Sports Pro Cycling Team | 108    |
| 4    | Benediction Ignite                       | 86     |

### Classifica per nazioni
La classifica viene calcolata sommando i punti dei migliori 8 ciclisti per nazione.
| Pos. | Nazione      | Punti    |
| ---- | ------------ | -------- |
| 1    | Sudafrica    | 1 983,32 |
| 2    | Eritrea      | 1 774    |
| 3    | Algeria      | 461      |
| 4    | Ruanda       | 322,31   |
| 5    | Namibia      | 315      |
| 6    | Burkina Faso | 258,34   |
| 7    | Mauritius    | 221      |
| 8    | Etiopia      | 195,99   |
| 9    | eSwatini     | 136      |
| 10   | Marocco      | 133      |

### Classifica per nazioni U23
La classifica viene calcolata sommando i punti dei migliori 8 ciclisti per nazione della categoria U23.
| Pos. | Nazione      | Punti |
| ---- | ------------ | ----- |
| 1    | Eritrea      | 1 121 |
| 2    | Sudafrica    | 304   |
| 3    | Namibia      | 188   |
| 4    | Burkina Faso | 182   |
| 5    | Algeria      | 165   |
| 6    | Ruanda       | 82,99 |
| 7    | Mauritius    | 61    |
| 8    | Etiopia      | 26,66 |
| 9    | Marocco      | 25    |
| 10   | eSwatini     | 23    |